# Charleston (Illinois)
Charleston ist eine Kleinstadt (mit dem Status „City“) im Coles County im US-amerikanischen Bundesstaat Illinois. Das U.S. Census Bureau hat bei der Volkszählung 2020 eine Einwohnerzahl von 17.286 ermittelt.
In Charleston ist die staatliche Eastern Illinois University beheimatet, an der 2019 rund 8000 Studenten eingeschrieben waren.

## Geographie
Charleston liegt im Osten von Illinois am westlichen Ufer des Embarras River. Die geographischen Koordinaten sind 39°29′19″ nördlicher Breite und 88°10′44″ westlicher Länge. Die Stadt erstreckt sich über eine Fläche von 23 km². Charleston liegt überwiegend in der Charleston Township, erstreckt sich aber auch in die Hutton, Lafayette und Seven Hickory Township.
Benachbarte Orte von Charleston sind (9,8 km nördlich), Embarrass (7,9 km ostnordöstlich), Westfield (18,2 km ostsüdöstlich), Janesville (17,9 km südwestlich) und Mattoon (18,4 km westlich).
Die nächstgelegenen größeren Städte sind Illinois’ Hauptstadt Springfield (151 km westnordwestlich), Chicago (298 km nordnordöstlich), Indianas Hauptstadt Indianapolis (194 km östlich) und St. Louis in Missouri (223 km südwestlich).

## Verkehr
Westlich von Charleston verläuft die Interstate 57, die Chicago mit Memphis verbindet. Im Stadtgebiet von Charleston treffen die Illinois State Routes 16 und 130 zusammen. Alle weiteren Straßen sind untergeordnete Landstraßen, teils unbefestigte Fahrwege sowie innerörtliche Verbindungsstraßen.
Für den Eisenbahngüterverkehr verläuft eine Strecke der Union Pacific Railroad durch das Stadtgebiet von Charleston.
Der Coles County Memorial Airport liegt 12 km westlich von Charleston.

## Demografische Daten
Nach der Volkszählung im Jahr 2010 lebten in Charleston 21.838 Menschen in 7927 Haushalten. Die Bevölkerungsdichte betrug 949,5 Einwohner pro Quadratkilometer. In den 7927 Haushalten lebten statistisch je 2,24 Personen.
Ethnisch betrachtet setzte sich die Bevölkerung zusammen aus 88,7 Prozent Weißen, 7,0 Prozent Afroamerikanern, 0,2 Prozent amerikanischen Ureinwohnern, 1,6 Prozent Asiaten sowie 0,8 Prozent aus anderen ethnischen Gruppen; 1,7 Prozent stammten von zwei oder mehr Ethnien ab. Unabhängig von der ethnischen Zugehörigkeit waren 3,0 Prozent der Bevölkerung spanischer oder lateinamerikanischer Abstammung.
12,7 Prozent der Bevölkerung waren unter 18 Jahre alt, 77,8 Prozent waren zwischen 18 und 64 und 9,5 Prozent waren 65 Jahre oder älter. 52,9 Prozent der Bevölkerung war weiblich.

Das mittlere jährliche Einkommen eines Haushalts lag bei 28.960 USD. Das Pro-Kopf-Einkommen betrug 17.890 USD. 37,4 Prozent der Einwohner lebten unterhalb der Armutsgrenze.

## Bekannte Bewohner
- Alice Baber (1928–1982), Malerin
- Frank K. Dunn (1854–1940), von 1925 bis 1926 Richter am Supreme Court of Illinois
- Gregg Toland (1904–1948), Kameramann, der insbesondere für seine Arbeit an Citizen Kane von Orson Welles bekannt wurde